# Соловьёв, Александр Павлович (инженер)
Алекса́ндр Па́влович Соловьёв — советский инженер-судостроитель, конструктор подводных лодок, лауреат Сталинской премии (1946).

## Биография
Окончил Ленинградский кораблестроительный институт и до 1937 года работал в Ленинграде.
С 1937 года — начальник Специального конструкторского бюро (СКБ) при «Дальзаводе». К лету 1941 года руководимая им группа разработала проект «бортового минного устройства» с возможностью его установки на подводной лодке любого типа. Система обеспечивала приём 40 мин типа ПЛТ.
В 1944—1953 годах — главный инженер ЦКБ-18 (Ленинград).
В 1953 году как заместитель главного конструктора субмарины проекта 613 переведён в СКБ-112 (Горький).
С 1954 до конца 1957 года работал в Китае, участвовал в обучении специалистов, в строительстве и испытаниях первых трёх китайских подводных лодок, построенных в Шанхае.

## Награды
- Сталинская премия (1946);
- Орден Красной Звезды (31.03.1944).